# Селти
Селти́ (рос. Селты) — село, адміністративний центр Селтинського району Удмуртії, Росія.
Назва села походить від удмуртського «сьолта» — назви одного з удмуртських родів.

## Населення
Населення — 5276 осіб (2010; 5585 в 2002).
Національний склад станом на 2002 рік:
- росіяни — 52 %
- удмурти — 46 %

## Історія
Вперше село згадується в переписах 1610 року, через Селти проходив Сибірський тракт. 15 листопада 1790 року через село проїжджав Олександр Радищев, направляючись у заслання (на честь нього у селі названа одна з вулиць, встановлено пам'ятник). В XIX столітті Селти були доволі великим селом, тут були церква, волосне управління, поштово-телеграфне відділення, земська лікарня, ветеринарний пункт, школа, земська станція та 6 торгових підприємств. 1845 року була відкрита Пророко-Іллінска церква. З 1870 року Селти були центром волості Малмизького повіту Вятської губернії. 1921 року Селти стають центром повіту і отримує статус міста. Але вже 28 липня 1924 року повіт ліквідовується, Селти знову стають селом. Разом з Селтинською волостю село входить до складу Іжевського повіту. В грудні 1924 року в селі був створений філіал Вотського академічного центру. 1929 року село стає районним центром.

## Урбаноніми[3]
- вулиці — 60 років Жовтня, Аграрна, Азіна, Берегова, Благодатна, Будівників, Гагаріна, Голдобіна, Декабристів, Дружби, Жовтнева, Іжевська, Карачева, Квіткова, Кірова, Колгоспна, Комунальна, Комсомольська, Короленка, Котельна, Леніна, Лісова, Лучна, М.Булатова, М.Горького, Маяковського, Меліораторів, Механізаторів, Миру, Молодіжна, Першотравнева, Південна, Польова, Праці, Пролетарська, Промислова, Пушкінська, Радищева, Радянська, Садова, Свободи, Сонячна, Соснова, Союзна, Ставкова, Східна, Удмуртська, Фурманова, Чапаєва, Ювілейна
- провулки — Береговий, Кільмезький, Комунальний, Лікарняний, Першотравневий, Поштовий, Пролетарський, Садовий

## Господарство
Серед промислових підприємств в селі працюють льонозавод, асфальтне підприємство та лісгосп. Із закладів соціальної сфери діють школа, ПТУ № 49, районна бібліотека, центр декоративно-прикладного мистецтва та ремесел.
Релігія представлена Костянтино-Оленинською церквою.

## Відомі люди
- Корепанов Герман Афанасійович — удмуртський композитор, артист, диригент